# Rob Dougan
Rob Dougan (/rɒb duːɡən/), también conocido como Rob D, es un compositor de música de fusión nacido en Sídney, Australia, en 1969.
Su estilo mezcla elementos orquestales, trip hop, voces de tipo blues y música electrónica.
Se dio a conocer con su sencillo Clubbed to Death (Kurayamino variation) de 1995 que en 1999 popularizó la película Matrix y posteriormente los tráileres de Blade: Trinity y Ultraviolet.
También trabajó de cerca con Rollo Armstrong en el proyecto musical Our Tribe y produjeron varios trabajos de Kristine W, entre ellos se encuentra el éxito «Feel What You Want».

## Discografía
Álbumes
- 2002: Furious Angels

EP
- 2015: "The 22nd Sunday in Ordinary Time Sessions"
- 2016: "Misc Sessions"
- 2017: "The Life of the World to Come Sessions"

Sencillos
- 1995: "Hard Times"
- 1995: "Clubbed to Death"
- 1998: "Furious Angels"